# Oncophoraceae
Die Oncophoraceae sind eine Familie von Laubmoosen aus der Ordnung Dicranales.

## Merkmale
Die Pflanzen sind in der Regel klein bis mittelgroß und wachsen in Rasen oder Polstern, selten hängend. Der Stämmchenquerschnitt weist einen Zentralstrang auf. Die Blätter mit einfacher Rippe sind eiförmig bis linealisch-lanzettlich, manchmal pfriemlich, trocken meist gekräuselt, die Blattränder flach, zurückgebogen oder eingekrümmt und ganzrandig bis gezähnt. Die Laminazellen sind gewöhnlich mehr oder weniger quadratisch und glatt oder mamillös, Blattflügelzellen in der Regel nicht oder nur schwach differenziert. Die Kapsel auf der kurzen oder verlängerten Seta ist aufrecht oder geneigt, symmetrisch oder asymmetrisch, meist gestreift, der Kapseldeckel konisch oder geschnäbelt.

## Verbreitung
Die Moose sind gewöhnlich Boden- oder Gesteinsbewohner. Sie sind vorwiegend in den gemäßigten Zonen der Nord- und Südhalbkugel verbreitet.

## Systematik
Oncophoraceae war traditionell Bestandteil der Familie Dicranaceae. Auf Grund von Molekulardaten wurde sie in neuerer Zeit als selbständige Familie abgetrennt. Weitere Forschungen sind jedoch erforderlich. 
In der von Frey, Fischer & Stech vorgelegten Systematik werden weltweit 13 Gattungen mit 108 Arten zur Familie Oncophoraceae gerechnet:
- Arctoa, 4 Arten
- Cynodontium, 15 Arten
- Dicranoweisia, 9 Arten
- Glyphomitrium, 11 Arten
- Holodontium, 1 Art (Holodontium strictum)
- Hymenoloma, 22 Arten
- Kiaeria, 6 Arten
- Oncophorus, 9 Arten
- Oreas, 1 Art (Oreas martiana)
- Oreoweisia, 15 Arten
- Pseudohyophila, 1 Art (Pseudohyophila peruviana)
- Rhabdoweisia, 4 Arten
- Symblepharis, 10 Arten